# سیارک ۲۰۶۳۴
سیارک ۲۰۶۳۴ (به انگلیسی: 20634 Marichardson، نامگذاری:1999TP94) بیست هزار و ششصد و سی و چهارمین سیارک کشف شده‌است که در ۲ اکتبر ۱۹۹۹ کشف شد.
قدر مطلق سیارک برابر ۱۷.۸ است.